# زمین‌لرزه ۱۳۵۶ خورگو
زمین‌لرزه ۱۳۵۶ خورگو در ۲ فروردین ۱۳۵۶ خورشیدی (۲۲ مارس ۱۹۷۷ میلادی) در خورگو در نزدیکی بندرعباس در استان هرمزگان ایران روی داد. بزرگی این زمین‌لرزه در مقیاس بزرگای گشتاوری ۶٫۷ و ژرفای کانونی آن ۱۲٫۵ کیلومتر بود. بر اثر این زمین‌لرزه ۳۵ روستا به‌شدت آسیب دیده و بیش از ۲۰ روستا تخریب شدند. این زمین‌لرزه ۱۵۲ تا ۱۶۷ کشته و ۵۵۶ زخمی به‌جا گذاشت.